# Ronde van de Var
De Ronde van de Var is een voormalige meerdaagse wielerwedstrijd die plaatsvond in het Franse departement de Var. De wedstrijd is in totaal zevenmaal verreden, tussen 1957 en 1963. De wedstrijd bestond alle edities uit drie etappes, die over twee dagen werden verreden. De eerste etappe op dag een en de volgende twee de dag erna. Deze vonden plaats eind maart of medio april. Enkel Franse renners sloten deze wedstrijd winnend af.